# Sponzorovaná doména nejvyššího řádu
Sponzorovaná doména nejvyššího řádu (sTLD, anglicky sponsored top-level domain) je typem domény (TLD) schválené úřadem Internet Assigned Numbers Authority (IANA) pro použití v systému doménových jmen Internetu. Sponzorovaná TLD má manažera zastupujícího příslušnou komunitu, které doména slouží.
Tyto komunity jsou založeny na etnických, zeměpisných, odborných, technických nebo jiných tematických zásadách navržených sponzory, soukromými spolky nebo organizacemi. Manažer neboli sponzor vytváří a prosazuje pravidla omezující způsobilost žadatelů registrovat a používat příslušnou sTLD doménu.
Obecně je sponzorovaná TLD každá doména nejvyšší úrovně, která má určeného sponzora. Ten zastupuje komunitu lidí a firem, která je zainteresována na subdoménách daného typu. Pravidla pro subdomény neboli politiku sTLD obvykle schvaluje tato komunita. Na rozdíl od toho nesponzorovaná (národní, generická, infrastrukturní, testovací) TLD funguje podle politik vytvořených globálními internetovými komunitami přímo prostřednictvím procesu ICANN.
Například TLD .aero je sponzorována společností SITA Inc., která omezuje registrace subdomén na organizace působící v letecké dopravě.

## Přehled domén
| TLD     | Eligibility                                                                         | Sponzoři                                                                    |
| ------- | ----------------------------------------------------------------------------------- | --------------------------------------------------------------------------- |
| .aero   | organizace působící v letecké dopravě                                               | SITA (firma)                                                                |
| .asia   | Firmy, organizace a jednotlivci v asijsko-tichomořské oblasti                       | organizace DotAsia                                                          |
| .cat    | katalánská jazyková a kulturní komunita                                             | Fundació puntCat                                                            |
| .coop   | družstva                                                                            | DotCooperation LLC                                                          |
| .edu    | Instituce vyššího vzdělávání akreditované některou vzdělávací agenturou USA         | EDUCAUSE                                                                    |
| .gov    | Vláda USA                                                                           | Správa všeobecných služeb (úřad USA) neboli General Services Administration |
| .int    | Organizace založené mezinárodními smlouvami                                         | IANA                                                                        |
| .jobs   | Personalisté, HR firmy                                                              | Society for Human Resource Management                                       |
| .mil    | Vojenské útvary USA                                                                 | Síťové informační centrum USA (DoD)                                         |
| .museum | Muzea                                                                               | Museum Domain Management Association (MuseDoma)                             |
| .post   | Poštovní služby                                                                     | Světová poštovní unie                                                       |
| .tel    | firmy a jednotlivci zveřejňující kontaktní údaje                                    | Telnic Ltd.                                                                 |
| .travel | Cestovní kanceláře, letecké společnosti, hoteliéry, kanceláře cestovního ruchu atd. | Tralliance Corporation                                                      |
| .xxx    | Pornografické stránky                                                               | ICM Registry                                                                |

Tato tabulka uvádí sponzorované domény podle organizace IANA. V obecném smyslu uvedeném výše však můžeme mezi sponzorované domény zařadit i mnoho generických TLD.